# Saison NBA 1966-1967
Navigation
Saison 1965-1966 Saison 1967-1968
La saison NBA 1966-1967 est la 18e saison de la NBA (la 21e en comptant les trois saisons de BAA). Elle se termine sur la victoire des Philadelphia 76ers face aux San Francisco Warriors 4 victoires à 2 lors des Finales NBA. 

## Faits notables
- Le All-Star Game 1967 s'est déroulé au Cow Palace, à San Francisco, où les All-Star de l'Ouest ont battu les All-Star de l'Est 135-120. Rick Barry (San Francisco Warriors) a été élu Most Valuable Player.
- Les Chicago Bulls intègrent la NBA devenant la 10e équipe de la ligue.
- Le nombre de matches passent de 80 à 81 par saison.
- Le nombre d'équipes qualifiées pour les playoffs passent de 3 à 4 par Conférence.
- 6e titre de meilleur rebondeur NBA pour Wilt Chamberlain, record NBA.

## Classement final
| Champion de division | Qualifié pour les playoffs | Éliminé des playoffs |

| Division Est            | V  | D  | PCT  | GB |
| ----------------------- | -- | -- | ---- | -- |
| 76ers de Philadelphie C | 68 | 13 | 84.0 | -  |
| Celtics de Boston       | 60 | 21 | 74.1 | 8  |
| Royals de Cincinnati    | 39 | 42 | 48.1 | 29 |
| Knicks de New York      | 36 | 45 | 44.4 | 32 |
| Bullets de Baltimore    | 20 | 61 | 24.7 | 48 |

| Division Ouest            | V  | D  | PCT  | GB |
| ------------------------- | -- | -- | ---- | -- |
| Warriors de San Francisco | 44 | 37 | 54.3 | -  |
| Hawks de Saint-Louis      | 39 | 42 | 48.1 | 5  |
| Lakers de Los Angeles     | 36 | 45 | 44.4 | 8  |
| Bulls de Chicago          | 33 | 48 | 40.7 | 11 |
| Pistons de Détroit        | 30 | 51 | 37.0 | 14 |

C - Champions NBA

## Play-offs
|  | Demi-finales de Division | Demi-finales de Division  | Demi-finales de Division |                           |   | Finales de Division       | Finales de Division | Finales de Division |  |  | Finales NBA | Finales NBA           | Finales NBA |
|  |                          |                           |                          |                           |   |                           |                     |                     |  |  |             |                       |             |
|  | 1                        | 76ers de Philadelphie     | 3                        |                           |   |                           |                     |                     |  |  |             |                       |             |
|  | 3                        | Royals de Cincinnati      | 1                        |                           |   |                           |                     |                     |  |  |             |                       |             |
|  | 3                        | Royals de Cincinnati      | 1                        |                           | 1 | 76ers de Philadelphie     | 4                   |                     |  |  |             |                       |             |
|  | Division Est             |                           |                          |                           | 1 | 76ers de Philadelphie     | 4                   |                     |  |  |             |                       |             |
|  |                          |                           | 2                        | Celtics de Boston         | 1 |                           |                     |                     |  |  |             |                       |             |
|  | 2                        | Celtics de Boston         | 2                        | Celtics de Boston         | 1 | 3                         |                     |                     |  |  |             |                       |             |
|  | 2                        | Celtics de Boston         |                          |                           |   | 3                         |                     |                     |  |  |             |                       |             |
|  | 4                        | Knicks de New York        | 1                        |                           |   |                           |                     |                     |  |  |             |                       |             |
|  |                          |                           |                          |                           |   |                           |                     |                     |  |  | E1          | 76ers de Philadelphie | 4           |
|  |                          |                           | O1                       | Warriors de San Francisco | 2 |                           |                     |                     |  |  |             |                       |             |
|  | 1                        | Warriors de San Francisco | 3                        |                           |   |                           |                     |                     |  |  |             |                       |             |
|  | 3                        | Lakers de Los Angeles     | 0                        |                           |   |                           |                     |                     |  |  |             |                       |             |
|  | 3                        | Lakers de Los Angeles     | 0                        |                           | 1 | Warriors de San Francisco | 4                   |                     |  |  |             |                       |             |
|  | Division Ouest           |                           |                          |                           | 1 | Warriors de San Francisco | 4                   |                     |  |  |             |                       |             |
|  |                          |                           | 2                        | Hawks de Saint-Louis      | 2 |                           |                     |                     |  |  |             |                       |             |
|  | 2                        | Hawks de Saint-Louis      | 2                        | Hawks de Saint-Louis      | 2 | 3                         |                     |                     |  |  |             |                       |             |
|  | 2                        | Hawks de Saint-Louis      |                          |                           |   | 3                         |                     |                     |  |  |             |                       |             |
|  | 4                        | Bulls de Chicago          | 0                        |                           |   |                           |                     |                     |  |  |             |                       |             |

### Division Ouest

#### Demi-finales de Division
San Francisco Warriors contre Los Angeles Lakers :
Les Warriors remportent la série 3-0
- Game 1 @ San Francisco: San Francisco 124, Los Angeles 108
- Game 2 @ Los Angeles: San Francisco 113, Los Angeles 102
- Game 3 @ San Francisco: San Francisco 122, Los Angeles 115

Saint-Louis Hawks contre Chicago Bulls :
Les Hawks remportent la série 3-0
- Game 1 @ Saint-Louis: Saint-Louis 114, Chicago 100
- Game 2 @ Chicago: Saint-Louis 113, Chicago 107
- Game 3 @ Saint-Louis: Saint-Louis 119, Chicago 106

#### Finale de Division
San Francisco Warriors contre Saint-Louis Hawks :
Les Warriors remportent la série 4-2
- Game 1 @ San Francisco: San Francisco 117, Saint-Louis 115
- Game 2 @ San Francisco: San Francisco 143, Saint-Louis 136
- Game 3 @ Saint-Louis: Saint-Louis 115, Saint-Louis 109
- Game 4 @ Saint-Louis: Saint-Louis 109, Saint-Louis 104
- Game 5 @ San Francisco: San Francisco 123, Saint-Louis 102
- Game 6 @ Saint-Louis: San Francisco 112, Saint-Louis 107

### Division Est

#### Demi-finales de Division
Philadelphia 76ers contre Cincinnati Royals :
Les 76ers remportent la série 3-1
- Game 1 @ Philadelphie: Cincinnati 120, Philadelphia 116
- Game 2 @ Cincinnati: Philadelphia 123, Cincinnati 102
- Game 3 @ Philadelphie: Philadelphia 121, Cincinnati 106
- Game 4 @ Cincinnati: Philadelphia 112, Cincinnati 94

Celtics de Boston contre Knicks de New York :
Les Celtics remportent la série 3-1
- Game 1 @ Boston: Boston 140, New York 110
- Game 2 @ New York: Boston 115, New York 108
- Game 3 @ Boston: New York 123, New York 112
- Game 4 @ New York: Boston 118, New York 109

#### Finale de Division
Celtics de Boston contre Philadelphia 76ers :
Les 76ers remportent la série 4-1
- Game 1 @ Philadelphie: Philadelphia 127, Boston 113
- Game 2 @ Boston: Philadelphia 107, Boston 102
- Game 3 @ Philadelphie: Philadelphia 115, Boston 104
- Game 4 @ Boston: Boston 121, Philadelphia 117
- Game 5 @ Philadelphie: Philadelphia 140, Boston 116

### Finales NBA
Philadelphia 76ers contre San Francisco Warriors
Les 76ers remportent la série 4-2
- Game 1 @ Philadelphie: Philadelphia 141, San Francisco 135
- Game 2 @ Philadelphie: Philadelphia 126, San Francisco 95
- Game 3 @ San Francisco: San Francisco 130, Philadelphia 124
- Game 4 @ San Francisco: Philadelphia 122, San Francisco 108
- Game 5 @ Philadelphie: San Francisco 117, Philadelphia 109
- Game 6 @ San Francisco: Philadelphia 125, San Francisco 122

## Leaders de la saison régulière
| Catégorie                  | Joueur           | Équipe                 | Statistique |
| -------------------------- | ---------------- | ---------------------- | ----------- |
| Points par match           | Rick Barry       | San Francisco Warriors | 35.6        |
| Rebonds par match          | Wilt Chamberlain | Philadelphia 76ers     | 24.2        |
| Passes décisives par match | Guy Rodgers      | Chicago Bulls          | 11.2        |
| % à 2 points               | Wilt Chamberlain | Philadelphia 76ers     | 68.3        |
| % aux lancers francs       | Adrian Smith     | Cincinnati Royals      | 90.3        |

## Récompenses individuelles
- NBA Most Valuable Player : Wilt Chamberlain, Philadelphia 76ers
- NBA Rookie of the Year : Dave Bing, Detroit Pistons
- NBA Coach of the Year : Johnny Kerr, Chicago Bulls

- All-NBA First Team :
  - Wilt Chamberlain, Philadelphia 76ers
  - Oscar Robertson, Cincinnati Royals
  - Jerry West, Los Angeles Lakers
  - Elgin Baylor, Los Angeles Lakers
  - Rick Barry, San Francisco Warriors

- All-NBA Second Team :
  - Jerry Lucas, Cincinnati Royals
  - Bill Russell, Celtics de Boston
  - Sam Jones, Celtics de Boston
  - Hal Greer, Philadelphia 76ers
  - Willis Reed, Knicks de New York

- NBA All-Rookie Team
  - Jack Marin, Baltimore Bullets
  - Dave Bing, Detroit Pistons
  - Erwin Mueller, Chicago Bulls
  - Lou Hudson, Saint-Louis Hawks
  - Cazzie Russell, Knicks de New York